# ものはづくし
ものはづくし（物は尽くし）は、歌謡の形式の一つ。清少納言が著したとされている平安時代の随筆『枕草子』に登場することで知られている。
同じ種類のものを列挙したような歌謡の形式のことを指す。形式では類聚的章段に分類され、「ものづくし」（物尽し）などとも呼ばれる。種類としては「花づくし」や「国づくし」などが挙げられる。今様や宴曲などを始めとした歌謡の詞章、浄瑠璃や祭文にも使われる。邦楽曲の分類の一つとしても使われている言葉であり、『桜尽し』『香尽し』などがその例として挙げられる。